# Bactris pickelii
Bactris pickelii är en enhjärtbladig växtart som beskrevs av Karl Ewald Maximilian Burret. Bactris pickelii ingår i släktet Bactris och familjen Arecaceae. IUCN kategoriserar arten globalt som sårbar. Inga underarter finns listade i Catalogue of Life.